# بيدرو لوبيز مونوز
بيدرو لوبيز مونوز (بالإسبانية: Pedro López Muñoz) (مواليد 1 يناير 1983 في تورينت - إسبانيا) لاعب كرة قدم إسباني يلعب حاليا لصالح نادي الدرجة الأولى ريال بلد الوليد الإسباني منذ 2005 في مركز الظهير الأيمن كما يجيد اللعب في مركز الوسط الأيمن .

## روابط خارجية
- بيدرو لوبيز مونوز على موقع قاعدة بيانات كرة القدم.إي يو (الإنجليزية)
- بيدرو لوبيز مونوز على موقع Soccerbase.com (لاعب) (الإنجليزية)
- بيدرو لوبيز مونوز على موقع Soccerway.com (الإنجليزية)
- بيدرو لوبيز مونوز على موقع عالم كرة القدم.نت (الإنجليزية)
- بيدرو لوبيز مونوز على موقع AS.com (الإسبانية)